# Lozotaeniodes
Lozotaeniodes là một chi bướm đêm thuộc tông Archipini, họ Tortricidae.

## Các loài
- Lozotaeniodes brusseauxi (Gibeaux, 1999)
- Lozotaeniodes cupressana (Duponchel, in Godart, 1836)
- Lozotaeniodes formosana (Frolich, in Geyer & Hubner, 1830)

## Hình ảnh

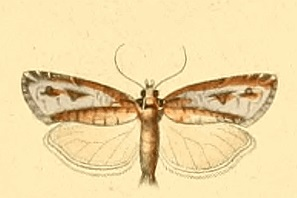